# Футбольный матч Испания — Россия (2018)
Футбольный матч Испания — Россия чемпионата мира по футболу 2018 года, состоявшийся между сборными Испании и России 1 июля 2018 года на стадионе «Лужники» в Москве в присутствии около 80 тысяч зрителей. Это была третья встреча стадии 1/8 финала чемпионата мира 2018 года. Матч обслуживала бригада арбитров из Нидерландов под руководством Бьорна Кёйперса. Для сборной России это был первый матч плей-офф чемпионатов мира и третий матч плей-офф международных турниров (с учётом матчей чемпионата Европы). Сборная России, занимавшая на момент старта чемпионата мира 70-е место в рейтинге ФИФА и считавшаяся аутсайдером турнира, впервые в своей новейшей истории обыграла Испанию, занимавшую на тот момент 10-е место в том же рейтинге и признававшуюся одним из претендентов на титул чемпиона мира.
На 10-й минуте счёт был открыт после автогола Сергея Игнашевича, однако на 41-й минуте его сравнял Артём Дзюба с пенальти. 
Счёт не изменился ни в оставшиеся минуты основного времени, ни в 30-минутном овертайме. 
В серии послематчевых пенальти победу праздновала сборная России, выигравшая со счётом 4:3 и впервые в своей истории вышедшая в 1/4 финала чемпионата мира. Игроком матча был признан вратарь россиян Игорь Акинфеев, который отразил два удара в послематчевых пенальти. 
Матч также ознаменовался тем, что стал первым матчем чемпионатов мира, где применялось правило четырёх замен во время матча (3 замены в основное время + 1 дополнительная в овертайме).

## Предыстория матча

### Сборная Испании
На чемпионат мира по футболу сборная Испании квалифицировалась из группы G европейской зоны отбора, заняв первое место при 9 победах и одной ничьей. По итогам состоявшейся 1 декабря 2017 года жеребьёвки Испания, посеянная во второй корзине, попала в группу B вместе с командами Португалии (чемпионы Европы 2016 года), Ирана и Марокко. Однако перед самым стартом турнира в отставку был отправлен тренер сборной Испании Юлен Лопетеги, который решил подписать соглашение с мадридским «Реалом», откуда ушёл после выигранного в третий раз подряд финала Лиги чемпионов УЕФА Зинедин Зидан. Пресса позднее утверждала, что президент Королевской испанской футбольной федерации Луис Рубиалес подписал это решение под давлением президента Каталонской федерации футбола Андреу Субиеса. Тренером сборной Испании был назначен Фернандо Йерро, в прошлом спортивный директор Королевской испанской футбольной федерации.
15 июня 2018 года в Сочи Испания провела первый матч группового этапа против Португалии, который завершился ничьей 3:3. Португалия открыла счёт после пенальти в исполнении Криштиану Роналду на 4-й минуте, но Испания сравняла счёт на 24-й минуте благодаря голу Диего Косты. На 44-й минуте Роналду снова вывел Португалию вперёд, дальним ударом поразив ворота после позиционной ошибки Давида де Хеа, но после перерыва на 55-й минуте Коста оформил дубль и сравнял счёт. Через три минуты Начо вывел сборную Испании вперёд, но на 88-й минуте Роналду сделал хет-трик, поразив со штрафного удара ворота Испании. По итогам матча Португалия и Испания набрали по одному очку.
20 июня в Казани Испания провела второй матч группового этапа против Ирана и одержала победу со счётом 1:0 благодаря голу Диего Косты на 54-й минуте, который с тремя мячами стал лучшим бомбардиром сборной Испании на турнире. На 61-й минуте гол иранского футболиста Саида Эззатоллахи судья не засчитал из-за положения «вне игры», которое было выявлено после просмотра видеоповтора. Испания заработала ещё три очка по итогам встречи.
25 июня в Калининграде Испания провела третий матч группового этапа против Марокко, который завершился ничьей 2:2. На 14-й минуте из-за позиционной ошибки в обороне Халид Бутаиб вывел марокканскую сборную вперёд, но спустя пять минут Иско сравнял счёт. На 81-й минуте после удара Юссефа Эн-Несири испанцы уступали 1:2, но на первой минуте компенсированного времени Яго Аспас снова сравнял счёт. Судье пришлось прибегнуть к помощи видеоповтора, и арбитр засчитал гол, несмотря на утверждения марокканцев, что Аспас находился в положении «вне игры». В случае поражения Испания занимала бы только второе место в группе, однако после фиксации ничьи Испания и Марокко набрали по одному очку. По итогам группового турнира испанцы вышли в плей-офф с первого места в группе, опередив Португалию благодаря дополнительным показателям fair play (меньшее число предупреждений и удалений, показанных арбитром).
|   | Команда    | И | В | Н | П | ГЗ | ГП | +/- | Очки |
| - | ---------- | - | - | - | - | -- | -- | --- | ---- |
| 1 | Испания    | 3 | 1 | 2 | 0 | 6  | 5  | +1  | 5    |
| 2 | Португалия | 3 | 1 | 2 | 0 | 5  | 4  | +1  | 5    |
| 3 | Иран       | 3 | 1 | 1 | 1 | 2  | 2  | 0   | 4    |
| 4 | Марокко    | 3 | 0 | 1 | 2 | 2  | 4  | 2   | 1    |

### Сборная России
На правах хозяев чемпионата мира сборная России была освобождена от обязанности проводить квалификационные игры. По итогам состоявшейся 1 декабря 2017 года жеребьёвки Россия, посеянная в первой корзине как хозяйка чемпионата мира, попала в группу A вместе с командами Уругвая, Египта и Саудовской Аравии.
14 июня 2018 года в Москве Россия провела матч открытия против Саудовской Аравии, одержав крупнейшую с 1994 года победу на чемпионатах мира со счётом 5:0 и впервые с 2002 года выиграв стартовый матч группового этапа чемпионата мира. Голы забивали Юрий Газинский (12), Денис Черышев (43 и 90+1), Артём Дзюба (71) и Александр Головин (90+4), реализовавший штрафной. Артём Дзюба и Денис Черышев стали первыми игроками, которые в матче открытия чемпионата мира забили после своего выхода на замену. По итогам матча Россия набрала 3 очка.
19 июня в Санкт-Петербурге Россия провела второй матч группового этапа против Египта и выиграла со счётом 3:1. Все голы были забиты во втором тайме: на 47-й минуте Ахмед Фатхи в борьбе с Артёмом Дзюбой после удара Романа Зобнина неудачно подставил ногу и срезал мяч в свои ворота. На 59-й минуте второй гол забил Денис Черышев, а спустя три минуты Дзюба забил свой второй мяч на турнире. Единственный ответный гол был забит на 73-й минуте, когда Мохаммед Салах реализовал пенальти. По итогам матча Россия набрала 3 очка, а благодаря параллельной победе Уругвая над Саудовской Аравией официально оформила выход из группы.
25 июня в Самаре Россия провела третий матч группового этапа против Уругвая и проиграла 0:3. Первый гол забил со штрафного Луис Суарес на 9-й минуте, а на 23-й минуте после Диего Лаксальта мяч рикошетом от Дениса Черышева залетел в ворота российской сборной. На 36-й минуте за второе предупреждение был удалён Игорь Смольников, который и пропустил матч против Испании. Третий гол уругвайцы забили на 90-й минуте после розыгрыша углового, когда ворота поразил Эдинсон Кавани. В итоге Россия набрала 6 очков и со второго места вышла в плей-офф.
|   | Команда           | И | В | Н | П | ГЗ | ГП | +/- | Очки |
| - | ----------------- | - | - | - | - | -- | -- | --- | ---- |
| 1 | Уругвай           | 3 | 3 | 0 | 0 | 5  | 0  | +5  | 9    |
| 2 | Россия            | 3 | 2 | 0 | 1 | 8  | 4  | +4  | 6    |
| 3 | Саудовская Аравия | 3 | 1 | 0 | 2 | 2  | 7  | −5  | 3    |
| 4 | Египет            | 3 | 0 | 0 | 3 | 2  | 6  | −4  | 0    |

## Подготовка к встрече

### Статистика матчей
Россия, занявшая 2-е место в группе A, и Испания, выигравшая группу B, проводили матч, который был в хронологическом порядке третьим по счёту среди матчей 1/8 финала чемпионата мира 2018 года: он был назначен на 1 июля и должен был состояться на стадионе «Лужники», выбранном и для проведения финального матча. Прежде сборная России игр в рамках финальных турниров чемпионата мира или Европы не проводила, а сборная СССР провела за всю свою историю четыре матча в июле и ни разу не проигрывала в этом месяце. Перед этим матчем Испания и Россия успели провести с момента распада СССР шесть встреч: три товарищеские и три встречи на официальных турнирах. Ни в одном из случаев Россия не одерживала победу, сыграв дважды вничью в товарищеских встречах и проиграв остальные четыре.
| Номер матча | Место           | Дата             | Соревнование          | Счёт | Итог   | Авторы голов                                                                  |
| ----------- | --------------- | ---------------- | --------------------- | ---- | ------ | ----------------------------------------------------------------------------- |
| 1           | Гранада         | 23 сентября 1998 | Товарищеский матч     | 1:0  | Победа | Биттор Алькиса                                                                |
| 2           | Фару            | 12 июня 2004     | Евро-2004 (группа A)  | 1:0  | Победа | Хуан Карлос Валерон                                                           |
| 3           | Альбасете       | 27 мая 2006      | Товарищеский матч     | 0:0  | Ничья  | Без голов                                                                     |
| 4           | Инсбрук         | 10 июня 2008     | Евро-2008 (группа D)  | 4:1  | Победа | Давид Вилья (3), Сеск Фабрегас — Роман Павлюченко                             |
| 5           | Вена            | 26 июня 2008     | Евро-2008 (полуфинал) | 0:3  | Победа | Хави, Даниэль Гуиса, Давид Сильва                                             |
| 6           | Санкт-Петербург | 14 ноября 2017   | Товарищеский матч     | 3:3  | Ничья  | Фёдор Смолов (2), Алексей Миранчук — Жорди Альба, Серхио Рамос (2 с пенальти) |

С учётом выступлений сборных СССР и СНГ в активе России 11 встреч, из них 6 были проиграны, 4 сведены вничью (в том числе единственная встреча сборных Испании и СНГ в 1992 году), а единственная победа была одержана в 1971 году со счётом 2:1. Ещё два матча, проведение которых было назначено на 29 мая и 9 июня 1960 года в рамках отбора на Кубок Европы, из-за вмешательства правительства Испании и её президента Франсиско Франко не состоялись, и Испании было засчитано техническое поражение в обеих встречах, которое позволило сборной СССР пройти в следующий раунд.

### Составы
У сборной Испании не было травмированных или дисквалифицированных игроков, но по сравнению с матчем против Марокко произошли три изменения в стартовом составе. Вместо Даниэля Карвахаля, Тьяго Алькантары и Андреса Иньесты на поле с первых минут вышли играть Начо, Коке и Марко Асенсио (последний до этого сыграл всего 28 минут на турнире). Также в стартовый состав попал Жерар Пике, несмотря на полученное им на предматчевой тренировке повреждение голеностопа. Испанская расстановка соответствовала схеме 4-2-3-1, которую Испания применяла на чемпионате мира 2010 года: это обеспечивало большой процент владения мячом, но не позволяло использовать много вариантов атак. В полузащите действовала группа атаки Иско — Давид Сильва — Марко Асенсио, а на ударную позицию выходил Диего Коста. Перед началом игры главный тренер испанцев Фернандо Йерро назначил пятерых человек, которые будут пробивать послематчевые пенальти в случае, если матч дойдёт до этого. По плану Йерро, этими игроками должны были стать в соответствующем порядке: Давид Сильва, Диего Коста, Иско, Серхио Бускетс и Андрес Иньеста. Вопреки ожиданиям, в пятёрку бьющих не был включён капитан сборной Серхио Рамос, который после матча с Россией должен был сравняться с Икером Касильясом по числу матчей на чемпионатах мира.
В связи с дисквалификацией Игоря Смольникова, получившего красную карточку в игре с Уругваем, его место в сборной России на правом фланге обороны занял Марио Фернандес. Помимо этого, по сравнению с матчем против Уругвая в стартовом составе позиции Юрия Газинского, Дениса Черышева и Алексея Миранчука (левый фланг) заняли Далер Кузяев (опорная зона), Юрий Жирков (левый фланг обороны) и Александр Головин (левый фланг атаки). Также к началу встречи 1/8 финала в строю были получивший в первой игре травму задней поверхности бедра Алан Дзагоев и получивший на одной из тренировок повреждение голеностопа Александр Ерохин. Тактическое построение сборной России соответствовало схеме 5-3-2 с тремя центральными защитниками: подобную схему применяли Нидерланды и Чили на чемпионате мира 2014 года и Италия на чемпионате Европы 2016 года, что помогло им победить Испанию во всех трёх матчах. В российской полузащите плотно действовали Александр Самедов, Роман Зобнин и Далер Кузяев, а в нападение были выдвинуты Артём Дзюба и Александр Головин, однако в связи с объявленной Черчесовым оборонительной тактикой оно могло трансформироваться в 5-4-1, где в полузащите действовали Зобнин, Головин и Кузяев, а роль форварда доставалась в таком случае Дзюбе. Решение об игре с тремя защитниками для Станислава Черчесова было психологически очень тяжёлым, и ему пришлось переговорить лично с каждым игроком, чтобы убедить их в необходимости оборонительной тактики и отказе от владения мячом, но не в отказе от инициативы. По словам тренера россиян, игра на встречных курсах, которую вела сборная на чемпионате Европы 2008 года в двух матчах против Испании на групповом этапе и в полуфинале, могла бы привести к очередному разгромному поражению, поэтому от неё было решено отказаться. На тренировках серия пенальти вообще не отрабатывалась, поскольку никто не ждал, что матч может дойти до неё, однако Артём Дзюба выразил в интервью готовность встать в ворота в случае серии послематчевых пенальти, поскольку он на тренировках отрабатывал эти удары как в качестве бьющего, так и в качестве вратаря.

### Прогнозы на матч
Большая часть букмекерских контор и экспертов отдавали единодушное предпочтение сборной Испании, которая должна была решать исход матча в основное время. Согласно данным сайта LiveSport, коэффициент на победу Испании составлял 1,57; коэффициент на ничью в основное время и последующее решение исхода матча в овертайме или в серии пенальти колебался в районе 3-4, а победа России в основное время оценивалась гораздо выше — коэффициентом в 6,5. Контора «1xСтавка» предлагала коэффициенты в районе 4 на ничью в основное время и выявление победителя в овертайме или серии пенальти, 1,575 на победу Испании в основное время и 6,85 на победу России в основное время. По данным конторы «Лига ставок», около 80 % сделавших ставки предсказывали победу Испании в основное время и возможный гол Серхио Рамоса в компенсированное время. При суммарном объёме ставок в 300 млрд рублей подавляющее большинство из них было сделано на итоговый проход Испании по итогам основного времени.
Подавляющая часть экспертов отдавала предпочтение Испании, основываясь на стабильных результатах выступлений испанской сборной, более опытных игроках и сыгранном составе, а также тактических решениях, которые стали основой побед сборной Испании на чемпионате мира 2010 года, чемпионатах Европы 2008 и 2012 годов. Тем не менее, в связи с неуверенной игрой Давида де Хеа в воротах и ошибками испанской обороны трудности Испании в матче не исключались. Победу Испании в основное время на телеканале Sky Sports предсказывали Чарли Николас и Пол Мерсон. В итоговый выход России в 1/4 финала не верило достаточно большое число болельщиков и российских футбольных специалистов, согласно опросам многих ведущих спортивных сайтов и новостных интернет-изданий. В частности, актёр Михаил Боярский утверждал, что единственный способ России победить Испанию — довести дело до послематчевых пенальти.

### Освещение матча и зрители

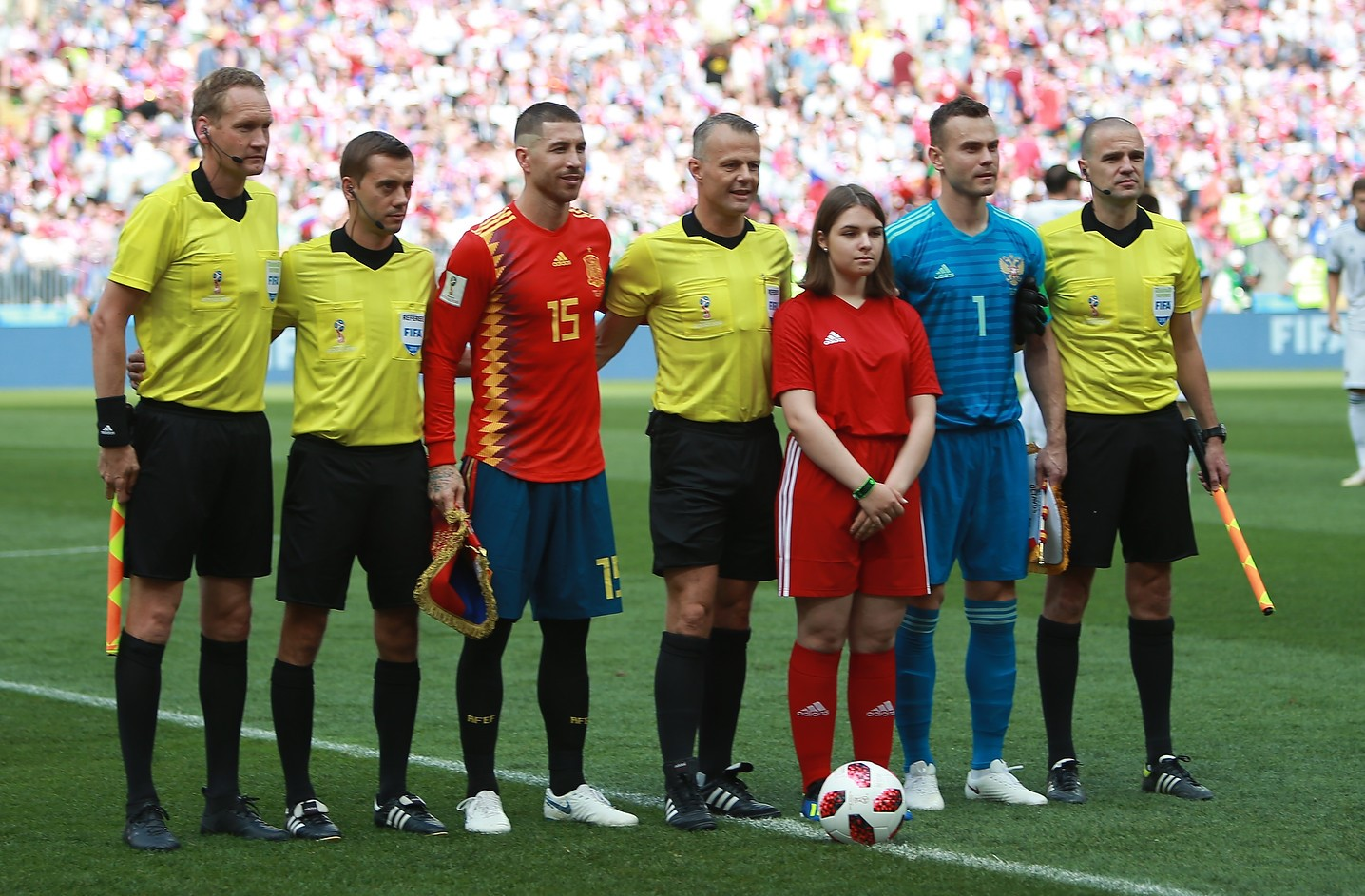
Перед началом встречи

В России игру в прямом эфире показывали телеканал Россия-1 с комментарием Владимира Стогниенко, радиостанция Спорт FM (комментировали Григорий Твалтвадзе и Сергей Курманов) и Матч ТВ (комментировали Константин Генич, Нобель Арустамян и Денис Казанский). Также трансляция шла в прямом эфире на официальном сайте Первого канала (комментировали Кирилл Дементьев и Евгений Савин). В Испании трансляция матча шла на телеканале Telecinco с комментариями Ману Карреньо, Хосе Антонио Камачо и Кико Нарваеса из студии и комментариями Хуанма Кастаньо и Матиаса Пратса с поля.
Матч транслировался в прямом эфире многими телеканалами и радиостанциями других стран:
- В США его показывали англоязычный FOX Sports[43] (комментаторы Дерек Рэ и Эли Вэгнер)[44] и испаноязычный Telemundo[45].
- На Украине трансляцию вёл телеканал «Интер»[43], комментировал встречу Роман Кадемин[46].
- В Беларуси вещание осуществлял канал «Беларусь 5»[43], встречу комментировали Владимир Новицкий и Сергей Боровский[47].
- В Великобритании трансляцию в прямом эфире осуществлял телеканал BBC One в эфире программы «Match of the Day» с Гари Линекером[48][49], а также радиостанция BBC Radio 5 Live[43].
- Во Франции и ОАЭ матч был показан спортивной сетью beIN Sports сразу на нескольких каналах[43].
- В немецкоязычных странах матч показывали ZDF (Германия), ÖRF (Австрия, все телеканалы) и SRG SSR (Швейцария, немецкоязычное подразделение SRF, второй канал)[43].
- В Италии трансляцию осуществлял телеканал Canale 5, флагман аккредитованной для трансляции матчей чемпионатов мира медиагруппы Mediaset, встречу комментировали Пьерлуиджи Пардо и Альдо Серена[50].
- В Ирландии телеканал RTE 2 вёл в прямом эфире трансляцию матча и последующий разбор результатов игры в телестудии[51].
- На Балканах встречу показывали сербские государственный национальный телеканал РТС 1 и международный телеканал РТС Планета (комментатор Немания Матич)[52], хорватский HRT 2 и два канала боснийской телерадиокомпании BHRT[43].

На стадионе было 78 011 зрителей согласно официальным данным. Среди почётных гостей на стадионе присутствовали король Испании Филипп VI, премьер-министр России Дмитрий Медведев, президент ФИФА Джанни Инфантино и экс-президент Украины Виктор Янукович. Также на стадионе был известный болельщик сборной Испании Мануэль Касерес Артесеро по прозвищу «Маноло-барабанщик», носивший всегда с собой барабан на матчи сборной: оргкомитет не разрешал Маноло проносить барабан из соображений безопасности на матчах группового этапа, но разрешил это сделать на игре 1/8 финала. Президент России Владимир Путин не смог присутствовать на матче.

## Матч

### Первый тайм

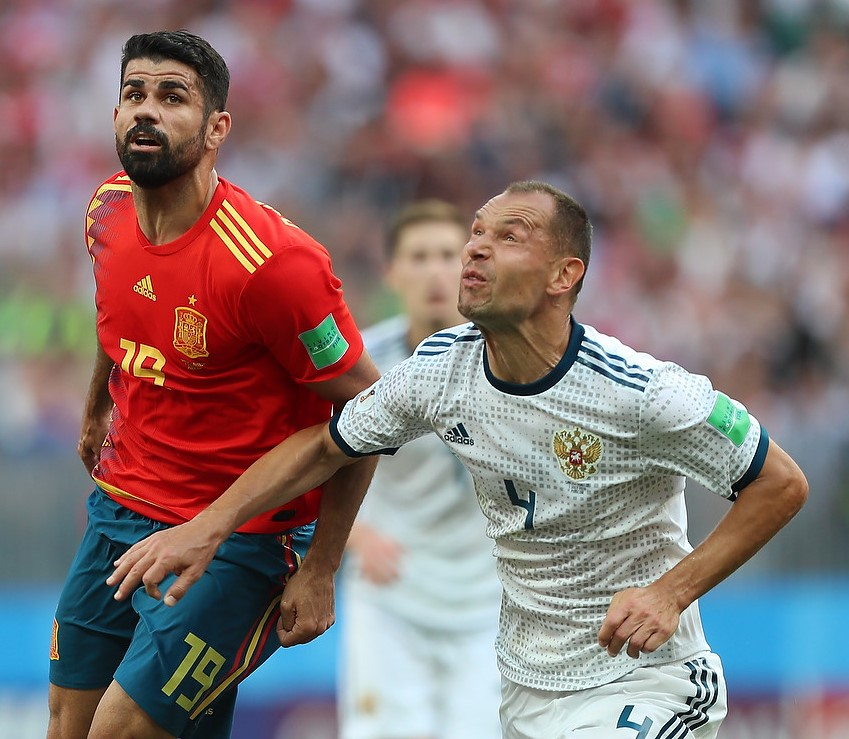
Сергей Игнашевич, забивший в свои ворота

Игра началась в 17:00 по московскому времени, мяч с центра поля развела сборная Испании. С первых минут сборная Испании взяла мяч под свой контроль, начав развивать атаки и пытаясь найти уязвимые позиции в обороне сборной России, а россияне действовали «вторым номером» и старались проводить быстрые контратаки. Первый угловой на 4-й минуте заработал Александр Головин, который обыграл Серхио Рамоса, однако подача углового не принесла никаких результатов. Несколько отборов мяча на половине поля испанцев были совершены россиянами, однако выгоды и из этих отборов извлечь не удавалось. На 10-й минуте игры сборная Испании заработала штрафной на правом фланге после нарушения правил со стороны Юрия Жиркова, врезавшегося в Начо: пострадавшему некоторое время оказывали медицинскую помощь, поскольку тот не мог встать с газона. На 12-й минуте Асенсио выполнил навес на противоположный угол вратарской, где Сергей Игнашевич вступил в единоборство с Серхио Рамосом, схватив его за туловище. Пытаясь вынести мяч из штрафной, Игнашевич выставил правую пятку так, что мяч от неё рикошетом залетел в верхний угол ворот. Забитый в ворота Игоря Акинфеева гол был записан официально на счёт Сергея Игнашевича, а не на Серхио Рамоса, который праздновал забитый мяч. Этот гол стал первым за 60 лет выступления сборной Испании, забитым в ворота сборной-хозяйки чемпионатов мира и Европы.
Несмотря на быстрый гол, Испания не стала сразу же стремиться к увеличению отрыва, а забрала мяч под свой контроль и занялась фактически перекатыванием мяча без продвижения вперёд, предпочитая в случае атаки действовать на левом фланге через Жорди Альба. Российская сборная продолжила держать глубокую оборону в ущерб атакующим действиям, чтобы не позволять сборной Испании наносить удары. Несколько редких атак российской команды не принесли плодов, несмотря на то, что порой Давид де Хеа выбивал мяч прямо на игроков российской команды, и уже к 28-й минуте Испания превосходила россиян по числу сделанных игроками передач: 231 против 58. Однако на 36-й минуте россияне провели после пропущенного гола опасную атаку, когда Артём Дзюба выиграл борьбу в воздухе у Серхио Рамоса, упавшего на газон, и перевёл через Романа Зобнина мяч на Александра Головина. Головин с линии штрафной пробил в дальний угол, но мяч прошёл в полутора метрах от правой штанги: Давид де Хеа после удара всё же совершил прыжок, несмотря на то, что контролировал ситуацию. На 40-й минуте после подачи углового от Александра Самедова в штрафной принял мяч Артём Дзюба и пробил головой: мяч попал в вытянутую Жераром Пике руку, что считалось серьёзным нарушением правил. Через несколько секунд судья Бьорн Кёйперс всё же остановил встречу и указал на 11-метровую отметку. Вопреки возражениям Серхио Рамоса и Жерара Пике, которые указывали, что мяч попал в голову Пике, судья не изменил своего решения и показал также Жерару Пике жёлтую карточку за игру рукой. Артём Дзюба отправился бить пенальти, поскольку его попросили игроки сборной, и уверенно переиграл Давида де Хеа, отправив мяч в правый угол и сравняв счёт (де Хеа не угадал направление удара и упал в левый угол). Это был первый гол сборной России на турнире, забитый ею с пенальти. По совпадению, пенальти был назначен в те же ворота, в которые 11 лет назад забивал сборной Англии Роман Павлюченко.
Сборная Испании в конце первого тайма создала опасный момент, когда Диего Коста после проникающей передачи в штрафную пробил с острого угла, но мяч взял Игорь Акинфеев. Ответная атака россиян с участием Александра Головина и Артёма Дзюбы в компенсированное время закончилась перехватом мяча Серхио Рамосом. После этого судья объявил об окончании компенсированного времени первого тайма. На момент перерыва владение мячом испанцев составляло 71 %, но при этом они нанесли всего три удара по воротам сборной России, в то время как россияне при 29 % времени контроля мяча били 5 раз, и в створ ворот пришёлся именно удар с 11-метровой отметки. В первом тайме в моменты, когда испанцы владели мячом, с трибун был слышен громкий свист в их адрес.

### Второй тайм

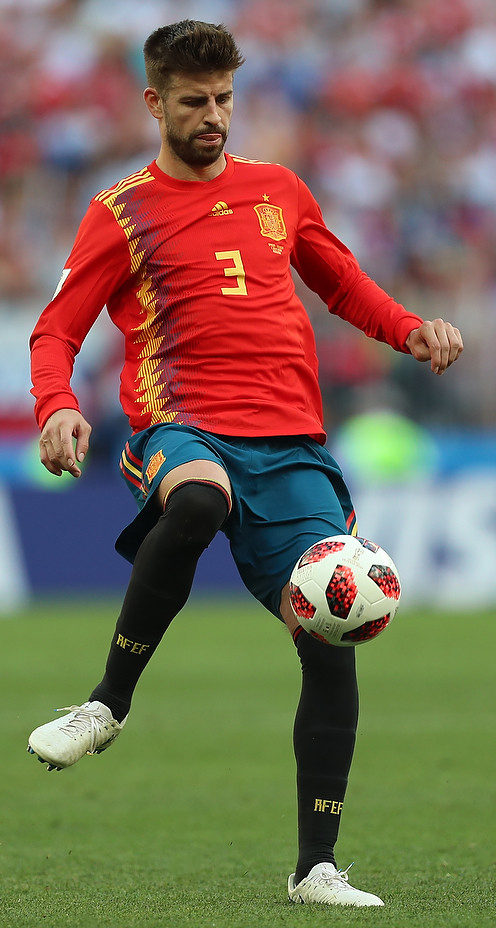
Фол Жерара Пике в штрафной привёл к тому, что Россия сравняла счёт

В перерыве вместо Юрия Жиркова вышел Владимир Гранат, занявший позицию левого центрального защитника (после матча врачи заявили, что у Жиркова диагностировано воспаление сухожилия одной из мышц голени, которое ранее ему не позволило сыграть в матче против Уругвая), а Фёдор Кудряшов сместился налево. С центра поля развела мяч сборная России, однако довольно быстро сборная Испании взяла снова мяч под контроль и организовала опасный момент возле ворот сборной России сразу же после возобновления игры, когда после прорыва Начо пробивал Жорди Альба в касание в угол, но Акинфеев зафиксировал мяч. На 51-й минуте с правого фланга был подан очередной навес со штрафного в исполнении Коке, но Диего Коста пробил выше ворот. Несмотря на навесы и острые пасы испанской команды, до завершающего удара у «красной фурии» в большинстве случаев дело не доходило. На 54-й минуте на левом фланге Иско, разгоняя атаку сборной Испании, после финта заставил Илью Кутепова сфолить и заработать жёлтую карточку. Через две минуты сборная России провела первую после перерыва контратаку и заработала угловой усилиями Александра Самедова, но не смогла успешно его разыграть. В ответной атаке Иско пробил в направлении ближнего угла, ворвавшись в штрафную площадь, однако Игорь Акинфеев перевёл мяч на угловой, розыгрыш которого для испанцев также завершился неудачно. На 61-й минуте вместо Александра Самедова в игру вступил единственный легионер сборной Денис Черышев, который расположился на левом фланге, вследствие чего Головин сдвинулся к центру, а Зобнин перешёл ближе к правому флангу. Спустя 4 минуты россияне провели последнюю в основное время матча замену, удивившую многих экспертов: вместо таранного форварда сборной Артёма Дзюбы вышел более легковесный и более быстрый Фёдор Смолов, замену которого Черчесов планировал изначально и спешил выполнить как можно быстрее. В ходе матча Смолову приходилось постоянно отрабатывать в обороне, и он взял на себя роль по борьбе с Серхио Бускетсом, с которой в конце второго тайма справился, позволив ему сделать всего 9 передач.
На 67-й минуте свою первую замену в матче сделал Фернандо Йерро, убрав Давида Сильву и выпустив Андреса Иньесту: Сильва не проявлял достаточно креативности в атаке, а выход Иньесты давал Испании больше возможностей реализовать преимущество во владении мячом, которым испанцы не могли воспользоваться в полной мере даже после забитого гола. На 70-й минуте Йерро сделал вторую замену, выпустив вместо Начо на поле защитника Дани Карвахаля, сыгравшего на турнире два матча. При этом многими ожидался выход на замену флангового полузащитника Лукаса Васкеса или Тьяго Алькантары. Уже после первой замены Россия вынуждена была уйти в оборону ещё глубже, что предоставило испанцам чуть больше пространства для атаки: до выхода Иньесты сборная не атаковала по центру и действовала только через фланги. Иско, который за весь матч слишком часто вступал в единоборства и за счёт индивидуальных действий создал очень мало моментов, получил небольшую подмогу благодаря выходу Иньесты. К тому моменту доля владения мячом сборной Испании составляла 75 % против 25 % у сборной России, общее количество сделанных испанцами пасов стремительно приближалось к отметке в 1000, а точность составляла около 90 % против 73 % у россиян. Тем не менее, даже после замен до ударов дело доходило не так часто, а по другим показателям сборная России не уступала испанцам. В обороне российской сборной помогали даже Денис Черышев и Фёдор Смолов. На 71-й минуте испанскую атаку Роман Зобнин сорвал только ценой жёлтой карточки, которую он получил за то, что ударил в центре поля Жорди Альбу по ногам. На 80-й минуте последнюю замену в основное время осуществили испанцы, сняв с игры не показавшего ничего Диего Косту и выпустив Яго Аспаса. За три минуты до этого Россия попыталась провести контратаку, но Смолов плохо обработал мяч, а Зобнин выбил его в аут. Только после третьей замены у сборной Испании появился голевой момент: у Испании уже набралось 711 передач против 162 у россиян. На 85-й минуте Андрес Иньеста по левому флангу после выхода на линию штрафной нанёс удар под левую штангу, но Игорь Акинфеев вытащил мяч из правой «шестёрки» и парировал его в правую от себя сторону, где Яго Аспас не сумел его переиграть во второй раз, отправив с очень острого угла мяч параллельно линии ворот. После острой атаки Иньесты Фёдор Смолов разогнал одну из немногих во втором тайме контратаку сборной России, однако завершающий пас на Александра Головина оказался крайне неточным.
В концовке второго тайма сборная Испании трижды подавала угловые, розыгрыш которых дважды закончился выносом мяча за лицевую россиянами, а в третьем случае Аспас пробил головой выше ворот. Судья добавил всего четыре минуты ко второму тайму, но несмотря на тенденцию на чемпионате мира 2018 года к голам в последние пять минут второго тайма или же в компенсированное к нему время, испанцы не смогли реализовать своё игровое преимущество. Последнюю контратаку в компенсированное время провёл Фёдор Кудряшов, который перевёл мяч на Фёдора Смолова, но его удар из угла штрафной оказался неточным. Счёт во втором тайме не изменился, и судья Бьорн Кёйперс назначил дополнительное время. По свидетельствам болельщиков, многие игроки российской команды после свистка на перерыв легли на газон, поскольку были сильно вымотаны многочисленными движениями без мяча. Статистика по числу передач была однозначно в пользу испанцев, которые сделали 854 передачи за 90 минут игрового времени (из них 772 точные), в то время как россияне отдали 227 передач (из них 169 точных).

### Дополнительное время

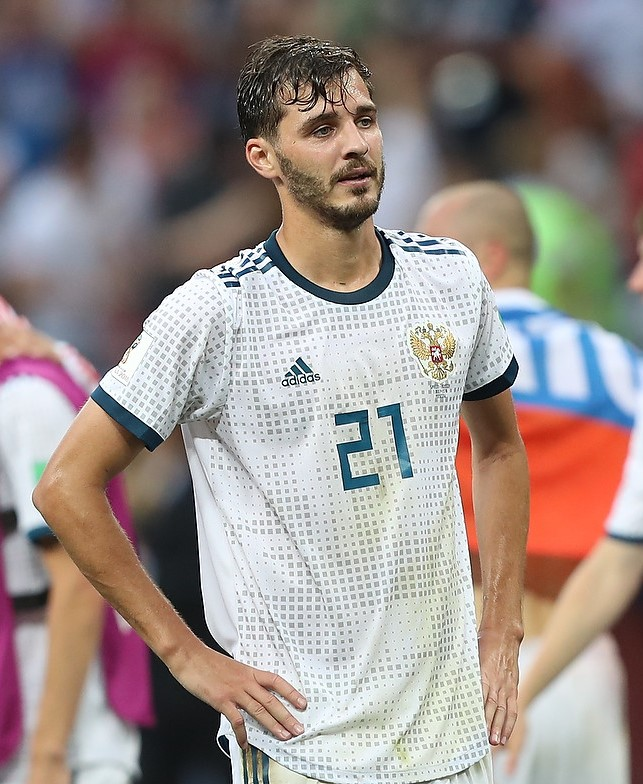
Александр Ерохин впервые в истории вышел в рамках четвёртой замены в матчах ФИФА

В дополнительное время впервые вступило в действие правило, разрешавшее проводить тренерам четвёртую замену и только в дополнительное время. По договорённости между капитанами сборных и судьёй были выбраны половины поля, с которых сборные начинали овертайм, а по жребию мяч ввела в игру Испания. Испанцы продолжали контролировать мяч и вынуждали россиян играть «на отбой». В связи с сильной усталостью игроков на 97-й минуте Станислав Черчесов стал первым тренером, воспользовавшимся на чемпионате мира правом на четвёртую замену: он выпустил Александра Ерохина вместо Далера Кузяева в центр полузащиты. К моменту выхода Ерохина у Ильи Кутепова сводило дважды ноги, и заменивший Ерохин облегчил задачу Кутепову, взяв на себя обязанности по прикрытию Жорди Альбы, Иско, Андреса Иньесты и, в частности, всего левого фланга, а Роман Зобнин вернулся в центр. На 104-й минуте правом на четвёртую замену воспользовался и Фернандо Йерро, убрав Асенсио и выпустив на поле Родриго, другого натурализованного бразильца из сборной Испании. Россияне не провели ни одной серьёзной атаки, а испанцы на последней минуте разыграли угловой, создав опасный момент у ворот россиян, однако после навеса Коке и удара головой Пике, выигравшего борьбу в воздухе, Акинфеев забрал мяч.
Во втором овертайме на 109-й минуте у сборной Испании появился реальный голевой момент после позиционной ошибки россиян: Родриго вырвался к правому углу вратарской, убежав от Владимира Граната, и нанёс мощный удар, который Игорь Акинфеев парировал в правую от себя сторону. На добивании первым оказался Яго Аспас, пробивший примерно с 12 метров, однако мяч попал во Владимира Граната, который вынес его из штрафной и не дал возможности Дани Карвахалю довершить атаку. На 114-й минуте в ходе розыгрыша стандартного положения с левого фланга после навеса Коке в штрафную площадь Пике не смог добраться до мяча отчасти из-за заслона Александра Ерохина, но тут же стал показывать судье, что его придерживал Сергей Игнашевич, а испанцы указывали и на возможный фол Александра Головина против Серхио Рамоса. Однако совещание Бьорна Кёйперса с видеоассистентами закончилось тем, что судья назначил удар от ворот, не назначив пенальти или просмотр видеоповтора. По мнению ряда спортивных обозревателей (в том числе и телекомментатора Геннадия Орлова), решение судьи было спорным: хотя Рамос наверняка пытался симулировать падение в штрафной после контакта с Головиным, Игнашевич же действительно придерживал Пике, и у судьи были все основания ставить пенальти, коими он не воспользовался. Со 116-й минуты над стадионом пошёл дождь, что сказалось на качестве игры: некоторые игроки поскальзывались при попытке принять длинные передачи. Последние пять минут дополнительного времени острыми моментами не запомнились, несмотря на постоянные атаки испанцев. Судья компенсировал всего одну минуту, а после свистка об окончании второго дополнительного тайма стало очевидно, что исход матча решится в серии послематчевых пенальти.
Территориальное и игровое превосходство испанцев было выражено в числе передач, превысившем одну тысячу: по разным оценкам, испанцы отдали 1029, 1114 или 1174 паса за все 120 минут встречи, из которых только 7 были сделаны в штрафной сборной России, а россияне же сделали всего 202 передачи за 120 минут игрового времени. С момента выхода Иньесты испанская сборная нанесла 17 ударов по воротам российской команды из всех 25, нанесённых за матч. Однако, несмотря на огромный объём движения без мяча, российская команда сумела по игре сохранить физические силы к концу дополнительного времени, поддерживая при этом высокий темп игры. К этому моменту в букмекерских конторах распределение ставок на проход России и проход Испании стало практически одинаковым.

### Серия пенальти

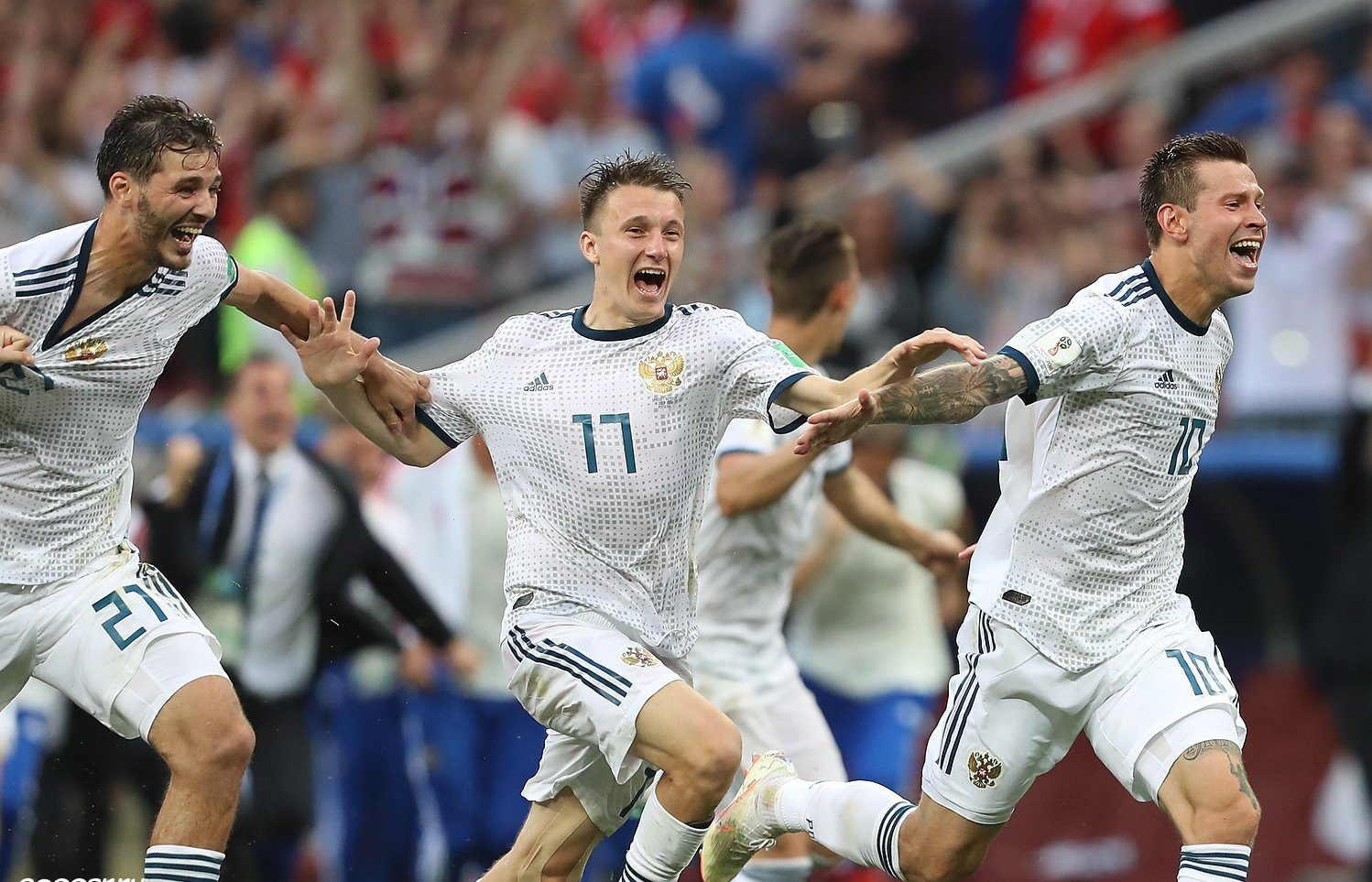
Спустя секунды после промаха Аспаса

По жребию, проведённому Бьорном Кёйперсом, пенальти было решено пробивать в те ворота, которые защищал Игорь Акинфеев в первом тайме. По совпадению, именно в эти ворота в 2008 году в финале Лиги чемпионов УЕФА также пробивались послематчевые пенальти. По жребию право определять, кто откроет серию пенальти, получил Серхио Рамос, который и решил, что Испания будет наносить первый удар в серии пенальти. Серия пенальти продлилась до 19:46 по московскому времени. По словам Игоря Акинфеева, сборная России не проводила какой-либо подготовки к серии пенальти на тренировках.
1. Андрес Иньеста, отправивший мяч в правый от него угол, открыл счёт в серии. Игорь Акинфеев не угадал направление мяча[2][21]. 1:0.
2. Фёдор Смолов нанёс удар в левый от себя угол. Хотя Давид де Хеа дотянулся до мяча, он залетел в ворота от его рук[2][21]. 1:1.
3. Жерар Пике пробил в левый нижний угол, направление удара Акинфеев не отгадал[2]. Мяч залетел в ворота от штанги[21]. 2:1.
4. Сергей Игнашевич, выдержав паузу, отправил мяч навесным ударом в правую сторону ворот. Де Хеа не угадал направление удара[2][21][75]. 2:2.
5. Коке пробил почти по центру в левую сторону от себя, однако Акинфеев угадал направление удара и на средней высоте отбил мяч руками[2][21][53]. 2:2.
6. Александр Головин пробил примерно по центру и вывел сборную России вперёд. Де Хеа упал в правый угол ворот, а мяч пролетел под ним[2][21]. 2:3.
7. Серхио Рамос нанёс точный удар в левый угол, совершив медленный разбег и выдержав паузу[2][21]. 3:3.
8. Денис Черышев вывел сборную России снова вперёд, пробив по центру ворот. Де Хеа упал в сторону и не угадал направление удара[2][21]. 3:4.
9. Яго Аспас решил пробить прямо по центру, однако прыгнувший в правый от себя угол Игорь Акинфеев левой ногой успел выбить мяч, досрочно завершив серию пенальти[2][21][23][53]. 3:4.
10. Роман Зобнин должен был пробивать пенальти пятым по счёту, но сэйв Акинфеева избавил его от этой необходимости[76].

## Итог
| Испания                               | 1:1 (доп. вр.) | Россия                                 |
| ------------------------------------- | -------------- | -------------------------------------- |
| Игнашевич 12′ (авт.)                  | (отчёт)        | Дзюба 41′ (пен.)                       |
| Пенальти                              |                |                                        |
| Иньеста · Пике · Коке · Рамос · Аспас | 3:4            | Смолов · Игнашевич · Головин · Черышев |

| Испания | Россия |

| Вр                  | 1  | Давид де Хеа   |     |      |
| Защ                 | 4  | Начо           |     | 70'  |
| Защ                 | 3  | Жерар Пике     | 40' |      |
| Защ                 | 15 | Серхио Рамос   |     |      |
| Защ                 | 18 | Жорди Альба    |     |      |
| ПЗ                  | 8  | Коке           |     |      |
| ПЗ                  | 5  | Серхио Бускетс |     |      |
| ПЗ                  | 21 | Давид Сильва   |     | 67'  |
| ПЗ                  | 22 | Иско           |     |      |
| ПЗ                  | 20 | Марко Асенсио  |     | 104' |
| Нап                 | 19 | Диего Коста    |     | 80'  |
| Вышедшие на замену: |    |                |     |      |
| ПЗ                  | 6  | Андрес Иньеста |     | 67'  |
| ПЗ                  | 2  | Дани Карвахаль |     | 70'  |
| Нап                 | 17 | Яго Аспас      |     | 80'  |
| Нап                 | 9  | Родриго        |     | 104' |
| Главный тренер:     |    |                |     |      |
| Фернандо Йерро      |    |                |     |      |

| Вр                  | 1  | Игорь Акинфеев    |     |     |
| Защ                 | 4  | Сергей Игнашевич  |     |     |
| Защ                 | 3  | Илья Кутепов      | 54' |     |
| Защ                 | 13 | Фёдор Кудряшов    |     |     |
| Защ                 | 2  | Марио Фернандес   |     |     |
| Защ                 | 18 | Юрий Жирков       |     | 46' |
| ПЗ                  | 19 | Александр Самедов |     | 61' |
| ПЗ                  | 11 | Роман Зобнин      | 71' |     |
| ПЗ                  | 7  | Далер Кузяев      |     | 97' |
| Нап                 | 22 | Артём Дзюба       |     | 63' |
| Нап                 | 17 | Александр Головин |     |     |
| Вышедшие на замену: |    |                   |     |     |
| Защ                 | 14 | Владимир Гранат   |     | 46' |
| ПЗ                  | 6  | Денис Черышев     |     | 61' |
| Нап                 | 10 | Фёдор Смолов      |     | 63' |
| ПЗ                  | 21 | Александр Ерохин  |     | 97' |
| Главный тренер:     |    |                   |     |     |
| Станислав Черчесов  |    |                   |     |     |

| Игрок матча: Игорь Акинфеев Помощники судьи: Сандер ван Рукел (Нидерланды) Эрвин Зейнстра (Нидерланды) Четвёртый судья: Клеман Тюрпен (Франция) Пятый судья: Николя Дано (Франция) Видеопомощник арбитра: Данни Маккели (Нидерланды) Ассистенты видеопомощника арбитра: Павел Гиль (Польша) Марк Борш (Германия) Феликс Цвайер (Германия) |

## Статистика
| Критерий сравнения            | Испания | Россия |
| ----------------------------- | ------- | ------ |
| Забито голов                  | 1       | 1      |
| Забито послематчевых пенальти | 3       | 4      |
| Голевые моменты               | 3       | 2      |
| Всего ударов                  | 25      | 6      |
| Удары мимо ворот              | 16      | 5      |
| Удары в створ ворот           | 9       | 1      |
| Совершённые сэйвы             | 0       | 8      |
| Угловые                       | 6       | 5      |
| Нарушения                     | 5       | 19     |
| Офсайды                       | 1       | 1      |
| Жёлтые карточки               | 1       | 2      |
| Красные карточки              | 0       | 0      |
| Владение мячом                | 74%     | 26%    |

## Реакция на результат

### Россия

#### Достижения

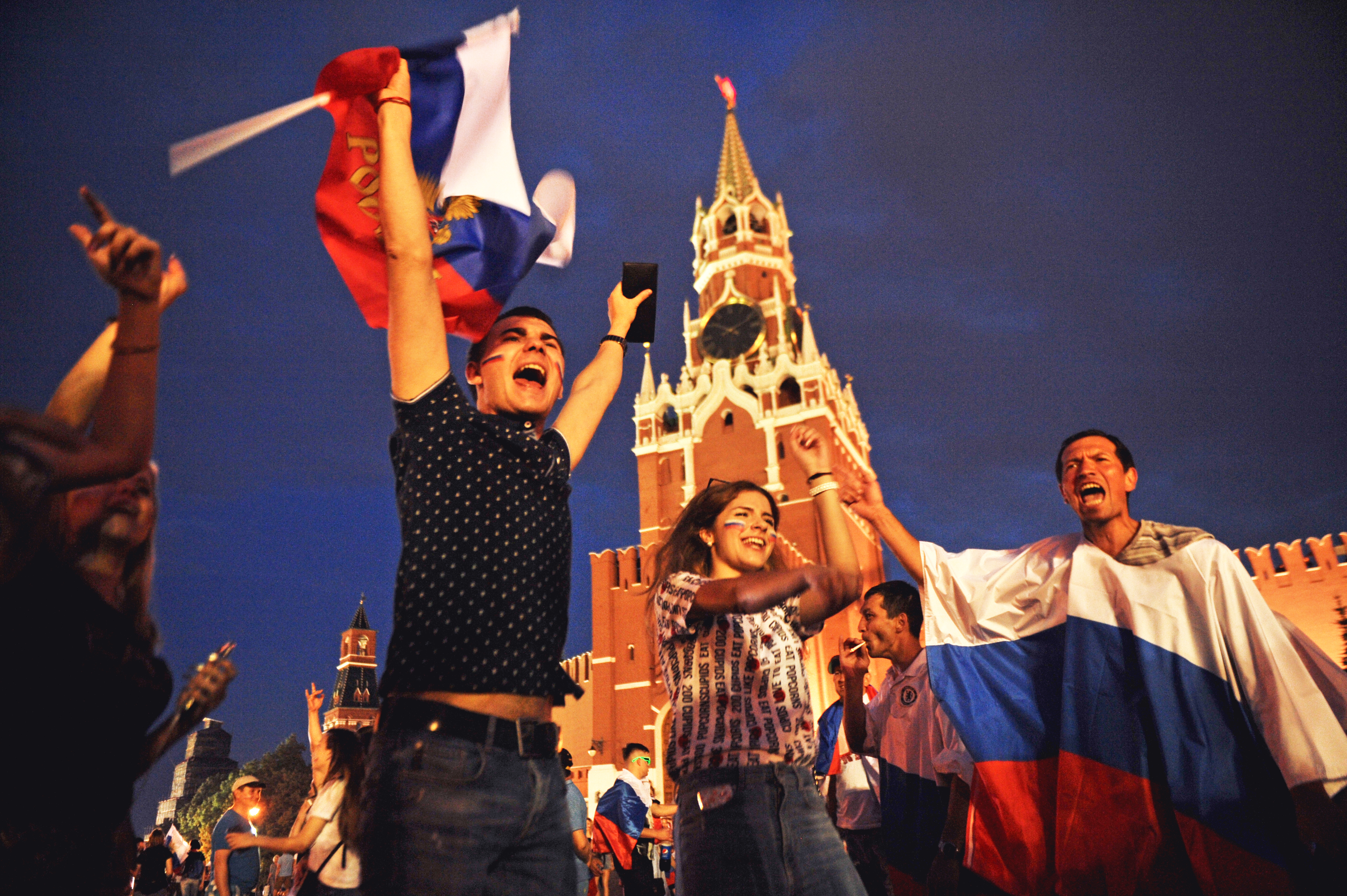
Празднования российских болельщиков на Красной площади

Сборная России впервые в своей истории обыграла сборную Испании после шести личных безвыигрышных встреч и вышла в четвертьфинал чемпионата мира. С учётом достижений сборной СССР команда не выходила в четвертьфиналы чемпионатов мира с 1970 года, а в плей-офф чемпионатов мира и вовсе не побеждала с 1966 года. Победа над Испанией стала второй для россиян на международных турнирах, одержанной не в основное время (в 2008 году Нидерланды были побеждены со счётом 3:1 в овертайме), и третьей с учётом сборной СССР (победа над Югославией 2:1 в финале чемпионата Европы 1960 года в овертайме). Помимо этого, были установлены следующие достижения:
- Впервые сборная России одержала на чемпионате мира три победы (с учётом победы над Испанией не в основное время), причём на всех трёх предыдущих турнирах команда выиграла всего два матча[80].
- Впервые сборная России приняла участие в послематчевых пенальти и одержала победу: послематчевые пенальти сборная СССР не пробивала ни разу ни на одном официальном турнире ФИФА или УЕФА[80].
- Гол Артёма Дзюбы стал 9-м для сборной России на чемпионате мира и помог команде побить рекорд 1994 года, когда в США сборная забила 7 мячей. Более того, Дзюба стал первым российским футболистом, забившим в трёх матчах чемпионата мира (он забивал Саудовской Аравии, Египту и Испании)[80].
- Рекордсменами сборной по числу матчей на чемпионатах мира стали Игорь Акинфеев, Сергей Игнашевич и Александр Самедов: у каждого в активе оказалось по 7 игр[80]. Ими были побиты рекорды Юрия Никифорова и Валерия Карпина, которые провели по 6 матчей[80].
- Сергей Игнашевич в возрасте 38 лет и 341 дня стал самым возрастным автором гола в свои ворота, а также вторым по возрасту полевым игроком, сыгравшим в плей-офф чемпионата мира[81].
- Станислав Черчесов провёл 25-й матч на посту главного тренера сборной и занял 4-е место по числу игр в качестве тренера сборной, но стал лидером по числу матчей на чемпионатах мира среди российских тренеров с 4 матчами[80].

#### Болельщики
Победу в матче отметили во многих городах России массовыми народными гуляниями, которые продолжались до утра. Большое количество болельщиков отмечали победу в фан-зонах в Москве, Санкт-Петербурге, Казани, Сочи, Самаре, Новосибирске, Нижнем Новгороде, Владивостоке и других городах России; среди праздновавших было много звёзд российской эстрады. Согласно данным Mediascope, матч посмотрели более 2,8 млн зрителей в возрасте от 4 лет, смотревших матч не менее минуты, — 60 % жителей Москвы, причём рейтинг матча превысил рейтинги всех трёх предыдущих встреч сборной России. Всего же серию пенальти посмотрели более 23 млн человек, что составило 18,6 % от всей телеаудитории на момент трансляции и стало самым высоким с 2002 года. В соцсетях Рунета имя вратаря Игоря Акинфеева упомянули 198,2 тыс. раз, Артёма Дзюбу — 71,5 тыс. раз, Сергея Игнашевича — 45,2 тыс. раз.

#### Игроки и тренер

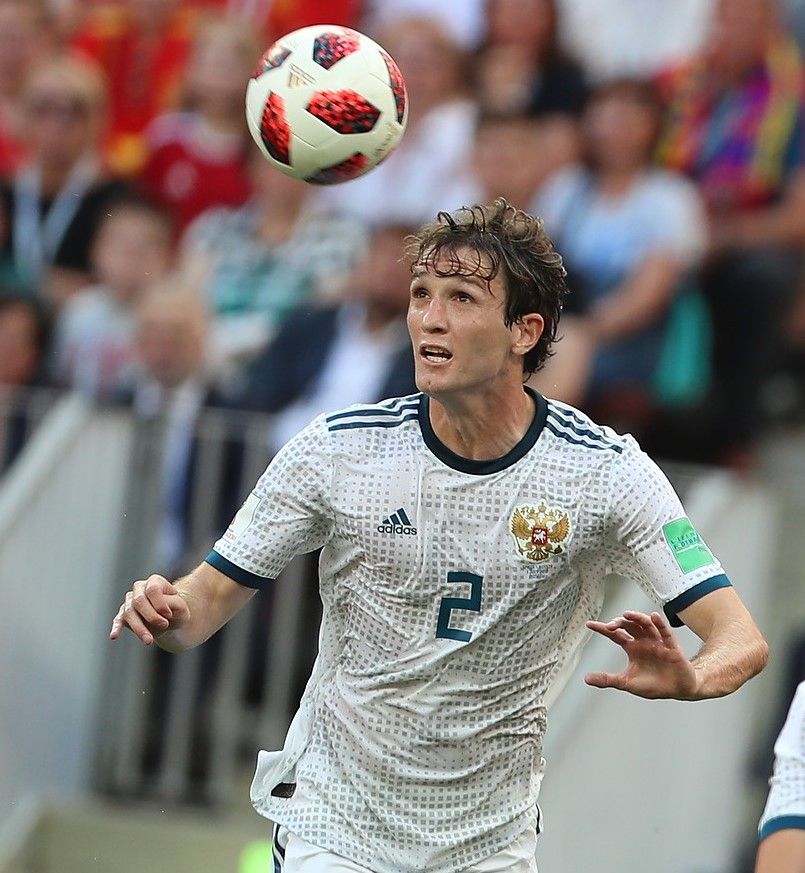
Марио Фернандес в игре

Главный тренер сборной Станислав Черчесов после игры на пресс-конференции сказал, что тщательно подготовил команду ко всем 120 минутам матча и строго к игре от обороны, поскольку игра на встречных курсах могла завершиться разгромным поражением. По его словам, в определённое время и в определённом месте его сборная оказалась сильнее Испании, несмотря на то, что «Красная фурия» была сильнее на бумаге, но Черчесов призвал всех приберечь эмоции для последующего матча, поскольку турнир для сборной России, по его словам, только начинался. Несмотря на игру от обороны, Черчесову не понравилось, что сборная провела недостаточно качественные выходы из обороны. Тренер пообещал заняться в первую очередь восстановительными тренировками для игроков и подготовкой к четвертьфиналу.
Игроки поблагодарили болельщиков за поддержку в этом матче, вынеся после финального свистка на поле баннер с российским флагом и надписью «Мы играем за вас». Команду с победой поздравил в раздевалке лично премьер-министр Дмитрий Медведев.
- Игорь Акинфеев, отразивший два удара в серии пенальти, сказал, что сборная не готовилась заранее к серии пенальти и должна была решать вопрос в основное время, но победила благодаря везению и помощи от тренера вратарей сборной Гинтараса Стауче, знавшего, кто из испанцев и куда может пробить с 11-метровой отметки. По словам Акинфеева, удары по центру в исполнении Головина и Черышева были простыми и более надёжными, чем попытки пробить в угол и обмануть вратаря[27]. Также он отметил другую атмосферу стадиона по сравнению с матчем открытия[95].
- Артём Дзюба, забивший гол с пенальти, назвал победу историческим событием и отметил, что сборная России была единым целым на протяжении всего матча и играла от обороны, поскольку в таком стиле приходится играть каждой команде против Испании. По словам форварда, футболисты вытерпели много грязи, но сумели сделать то, чего не удавалось совершить советской и российской сборным на протяжении 32 лет на чемпионатах мира, и победили через боль и судороги[61][93].
- Юрий Газинский и Алан Дзагоев, со слов Артёма Дзюбы, угадали, что Акинфеев отобьёт два удара с 11-метровой отметки[93].
- Александр Головин, который, по словам аналитиков ESPN, пробежал суммарно 16 км в матче против Испании и установил рекорд чемпионата мира[96], сказал, что хладнокровие помогло ему реализовать пенальти и что для сборной России важно не затягивать празднование победы[97].
- Илья Кутепов, совершивший шесть перехватов и с большим трудом доигравший до серии пенальти[22], назвал 119-ю минуту наиболее трудным моментом встречи[98].
- Роман Зобнин сказал, что должен был пробивать пенальти пятым по счёту, но поблагодарил Игоря Акинфеева за то, что тот помог досрочно сборной выиграть серию послематчевых 11-метровых[99].
- Денис Черышев, забивший последний послематчевый пенальти, не скрывал слёз радости после финального свистка и сказал, что эта победа стала для него наградой после череды травм, не дававших ему сыграть[100]. Черышев был убеждён, что после забитого им пенальти следующий испанский удар Акинфеев сумеет отразить[54].
- Марио Фернандес, который играл на правом фланге и не допустил за все 120 минут ни одной ошибки[26], поблагодарил Игоря Акинфеева за помощь в матче и признал, что Россия провела сложный матч с физической и психической точек зрения, но одержала победу над одним из признанных фаворитов турнира[101].

#### СМИ
Российские телеканалы и радиостанции в дни чемпионата мира посвятили серию выпусков ежедневных ток-шоу и телепередач матчам чемпионата мира; так, на Первом канале разбор матча шёл в программе «Время покажет», а на телеканале «Россия-1» — в программе «60 минут». Спортивная пресса отмечала, что сборная благодаря этой победе впервые с 2008 года получила колоссальную поддержку со стороны болельщиков, а по силе не уступала составу, ставшему бронзовым призёром чемпионата Европы 2008 года. Хронологию матча от стартового свистка и до конца серии пенальти, а также его анализ вели такие ведущие спортивные издания России (печатные и интернет-газеты), как «Спорт-Экспресс», «Советский спорт», «Спорт день за днём», «Чемпионат.com» и «Sports.ru», а также общественно-политические Газета.Ru и Interfax. Многие эксперты признали, что Черчесов сумел найти способ противодействия испанскому владению мячом в виде двух эшелонов обороны, однако не отрицали, что причиной успеха стали не только огромная самоотдача игроков сборной и оборонительная тактика, но и фантастическое везение и собственные ошибки испанцев.

#### Эксперты
Предлагавший всего 1 % на проход российской сборной обозреватель сайта Sportbox.ru Александр Бубнов признал, что Россия воспользовалась единственным своим шансом на успех, и отметил высокий уровень игры в центре обороны Сергея Игнашевича и действия Игоря Акинфеева, однако отметил, что сборная почти не помышляла об атаке по ходу матча, нанеся единственный удар в створ ворот де Хеа только благодаря исполненному Артёмом Дзюбой пенальти, хотя именно со стандартов испанцы очень часто пропускали и в квалификации к чемпионату мира, и в финальной его части. Испания, по мнению Бубнова, не допустила недооценки соперника, но из-за недостаточно остро атакующего состава и тактических просчётов Фернандо Йерро упустила победу. Бывший тренер сборной России и ЦСКА Валерий Газзаев признал правоту решения Черчесова играть от обороны, поскольку при игре в открытый футбол сборная России действительно могла потерпеть такое же разгромное поражение, что и 10 лет назад в обеих встречах с Испанией на чемпионате Европы. Обозреватель газеты «Советский спорт» Евгений Ловчев отметил, что сборная вынуждена была пожертвовать атакующими действиями и эстетикой игры в пользу прагматичности и результата, фактически обороняясь всем составом на своей половине против испанских атак.
Экспертами выделялись также талант Игоря Акинфеева, парировавшего опасные удары испанцев, самоотверженные действия Марио Фернандеса, Фёдора Кудряшова и Ильи Кутепова, которые отлично сыграли в обороне и не позволили испанцам провести серию опасных атак, несмотря на серьёзнейшую усталость, — Фернандес нейтрализовал действия Иско, ушедшего в центр, а Кудряшов и Кутепов не раз помогали сборной выигрывать борьбу в воздухе — и действия Романа Зобнина и Далера Кузяева в опорной зоне, остановившие ряд испанских атак. Первые тренеры Акинфеева Вячеслав Чанов и Павел Коваль похвалили Акинфеева за его действия в серии пенальти, которым он научился во время тренировок в ЦСКА. Высокие морально-волевые качества игроков российской сборной и их большую самоотдачу отметили исполняющий обязанности президента РФС Александр Алаев, бывший капитан тбилисского «Динамо» Муртаз Хурцилава, президент ФК «Спартак» Леонид Федун, бывший нападающий «Спартака» Валерий Рейнгольд, хоккейный вратарь Илья Брызгалов и многие другие.
Касаемо решающего удара Яго Аспаса в серии пенальти сам Акинфеев неоднократно говорил, что в тот момент ему просто повезло. Однако спустя год в интервью РФС Игорь сказал, что знал манеру исполнения Аспаса, который на тот момент за свою карьеру забил с игры 21 пенальти из 22 и часто с помощью угла разбега запутывал вратарей. По мнению спортивного журналиста Глеба Чернявского, Акинфеев стремился не дёргаться до удара, а уже после удара Аспаса, пришедшегося по центру,  потянулся к мячу и тем самым сумел парировать мяч ногой. Замедленный повтор выражения лица Аспаса свидетельствовал о том, что он даже не сразу понял, что мяч не залетел в ворота.

### Испания

#### Болельщики
В Испании большинство зрителей смотрели матч у себя дома или в спортбарах, поскольку мэрия Мадрида отказалась устанавливать большие телеэкраны в общественных местах для массового просмотра, официально обосновав это соображениями безопасности и намерениями рассматривать подобный вопрос только в случае выхода Испании в четвертьфинал (однако как минимум один экран был установлен в местечке Лас-Росас-де-Мадрид). Трансляцию посмотрели 13,17 млн человек на Telecinco (29,5 % от максимальной аудитории), причём 14,83 млн посмотрели серию пенальти, а момент удара Яго Аспаса и сэйв Игоря Акинфеева — 15,14 млн человек. Поражение стало для болельщиков сборной Испании ударом: многие были расстроены поражением и не скрывали слёз, другие же гневались и негодовали из-за результата и показанной испанцами игры. Испания также продлила свою безвыигрышную серию матчей против хозяев чемпионатов мира до 5 матчей, а с учётом матчей чемпионатов Европы — до 10 матчей.

#### СМИ
Крупнейшие испанские СМИ уделили разбору хода игры и его результатов много внимания. Телерадиокомпания RTVE, анализируя матч, отметила, что сборная Испании слишком надеялась на владение мячом и примитивные атаки, вследствие чего её постигла судьба сборных Германии и Аргентины, вылетевших на групповом этапе и в 1/8 финала соответственно. Испанские печатные газеты на первых полосах опубликовали разгромные статьи в адрес тренера Фернандо Йерро, который провалил матч и этим поражением положил конец доминированию Испании в футболе, и руководства испанского футбола, которое уволило Юлена Лопетеги перед стартом турнира и тем самым нанесло удар по сборной.
Газета Marca в статье с саркастическим заголовком «Флорентино, Лопетеги, Рубиалес: всем большое спасибо» (исп. Florentino, Lopetegui, Rubiales: muchas gracias) обвинила в поражении президента Королевской испанской футбольной федерации Луиса Рубиалеса и президента мадридского «Реала» Флорентино Переса: именно они вынудили Хулена Лопетеги уйти с поста тренера сборной и назначили Фернандо Йерро. Пенальти журналистами был назван «абсурдным» в связи с тем, что действия Пике не поддавались логике. Валенсийское издание Super Deporte в своём заголовке «Ты доволен?» (исп. Satisfecho?) возмутилось тем, что Перес принёс сборную в жертву интересам мадридского «Реала» и вынудил Лопетеги уйти. По опросу издания AS, более 50 % респондентов возложили вину за провал именно на Рубиалеса, который произвёл смену тренера; той же точки зрения придерживалась газета El Mundo.
Пресса раскритиковала и игру испанской сборной, основанную на традиционной «тики-таке» и сводившуюся к простому владению мячом и атакам через центр. Marca в статье «Уходим домой» (исп. Andando a casa) отметила, что у сборной не было ни скорости, ни глубины атаки, а только бессмысленное владение мячом. El Pais разместила на первой полосе фотографию испанской сборной после поражения в серии пенальти с кричащей подписью «Глупая Испания подтверждает свой провал в России на чемпионате мира» (исп. Una débil España certifica ante Rusia su fracaso en el Mundial) и опубликовала статью «Ни стиля, ни фурии. Испания спала в России». Журналист El Pais Хосе Самона писал, что уровень игры сборной снижается с каждым следующим турниром: если в 2014 году Испания проиграла Чили и Нидерландам, то спустя 4 года она не в силах была обыграть Португалию, Марокко и Россию. Победу России над Испанией газета сравнила с завоеванием золота Олимпийских игр. Об уходе почти всех игроков «золотого поколения» сборной Испании, выигравших два чемпионата Европы (2008, 2012) и чемпионат мира (2010), писала Diario AS в статье «Конец поколения» (исп. El fin de una generacion). Директор издания Альфредо Реланьо в своей колонке отметил бездействие испанских игроков на протяжении 80 минут встречи и их включение в игру только после третьей замены в основное время. Заместитель главного редактора AS Эктор Мартинес заявил, что Испания проигрывала и раньше хозяевам чемпионатов мира по статистике, но не смогла нарушить статистику даже против слабой российской команды.
Закономерность поражения не оспаривалась изданиями. Так, El Mundo назвала матч «русской рулеткой», в которую проиграла сборная Испании, не имевшая «ни сил, ни души» для решения исхода матча до серии пенальти; редактор Mundo Deportivo Санти Нолья в статье «Максимальное наказание» (исп. De pena maxima) писал, что сборная Испании за 120 минут не показала никакой игры и в итоге не оставила следа на этом чемпионате мира, вследствие чего будущее Фернандо Йерро на посту главного тренера находится под большим вопросом. Газета ABC назвала сборную «беспомощной», игру — «поражением, написанным заглавными буквами и не имеющим никаких оправданий», а серию пенальти — «агонией», после которой крики российских болельщиков заглушили на стадионе любые другие звуки, а капитан Андрес Иньеста ушёл с поля в слезах. Заслуженность поражения признали радиокомпания Cadena SER и телеканал Telecinco, транслировавшие матч в Испании в прямом эфире: «Испания не проявила никакой изобретательности в атаке и под конец встречи вовсе остановилась». Испанское информационное агентство EFE отреагировало на поражение достаточно сдержанно: Хосе Игнасио Ортега Васало заявил, что команда из-за трусливого поведения Йерро и не желания играть в два нападающих не показала чемпионской игры, несмотря на желание победить.

#### Игроки и тренер

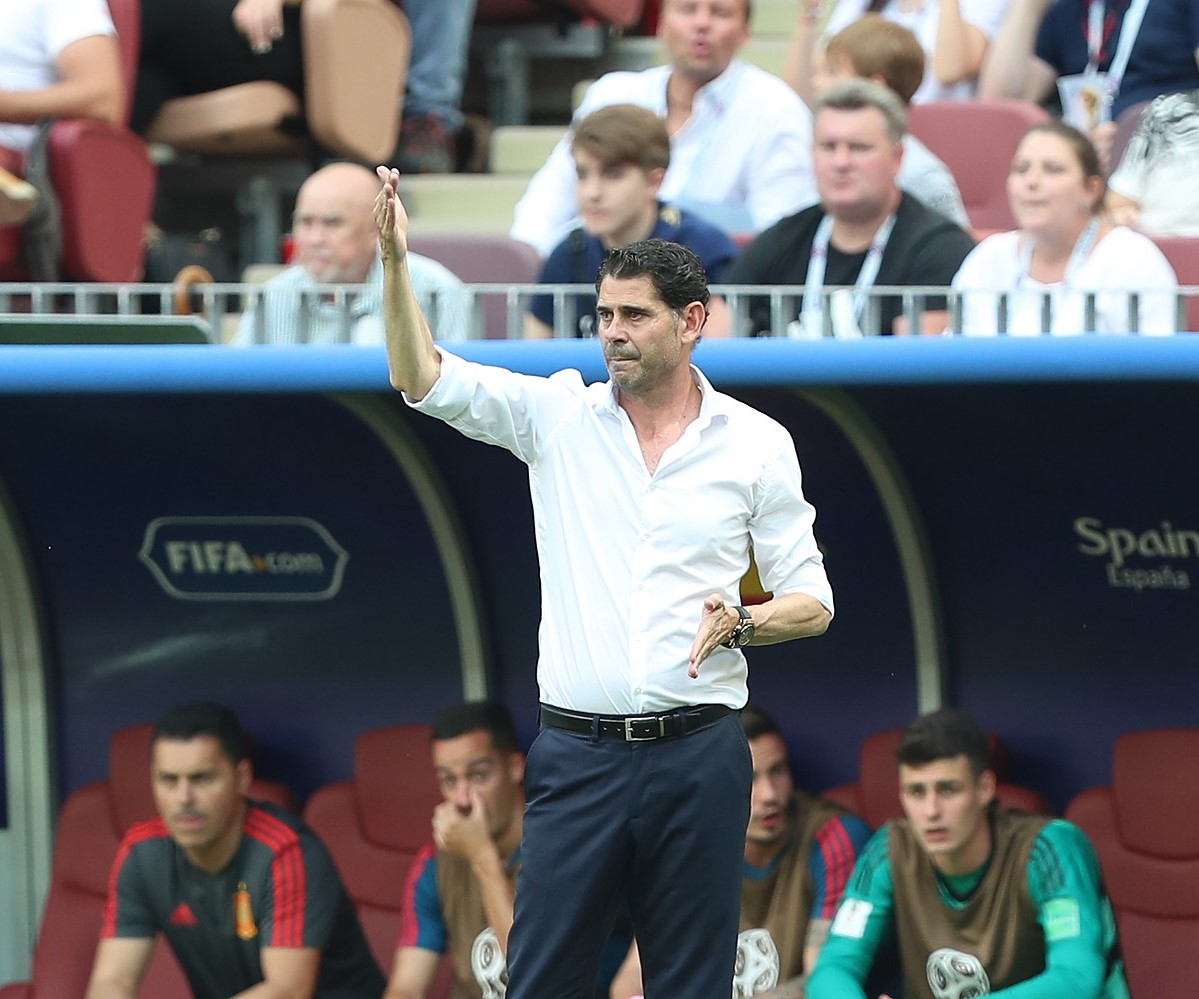
Фернандо Йерро в матче

Главный тренер сборной Испании Фернандо Йерро сказал, что абсолютно те же эмоции, что и он, испытывали после матча все болельщики испанской сборной. Испания рассчитывала вымотать Россию и дожать её в дополнительное время, однако команда не реализовала свои моменты, а российская команда полностью переиграла испанцев в силовой борьбе. За Йерро, подвергавшегося критике, заступился бывший тренер испанской сборной Висенте дель Боске, принёсший команде титул чемпионов мира 2010 и чемпионов Европы 2012 года, заявив, что Йерро выполнил большую работу для федерации, выведя команду в четырёх матчах, а россияне выиграли только благодаря везению и игре от обороны. Президент Королевской испанской футбольной федерации Луис Рубиалес, который уволил Юлена Лопетеги перед началом чемпионата мира, на пресс-конференции признал, что Испания уступила «сопернику не своего уровня».
Сами игроки не скрывали своего разочарования результатом и ходом встречи, и ещё до встречи с болельщиками сборная попросила у них прощения за итоговый результат.
- Лидер сборной Андрес Иньеста ещё до начала чемпионата мира заявил, что этот турнир станет последним в его карьере в сборной Испании, и после матча с Россией объявил о завершении игровой карьеры в сборной[40][135].
- Капитан сборной Серхио Рамос в интервью испанским СМИ не скрывал слёз[123], однако выразил гордость своей командой и отдал должное сборной России, которая была лучше готова к игре физически[136], довела матч до серии пенальти и воспользовалась там своими шансами[137]. В отличие от Иньесты, Рамос заявил, что не уйдёт из сборной ни при каких обстоятельствах и постарается сыграть на чемпионате мира в Катаре[138].
- Коке, не реализовавший один из двух послематчевых пенальти, назвал результат несправедливым из-за того, что сборная Испании провела почти весь матч на половине поля россиян и не нашла пространства для атаки, но признал свою вину в нереализованном пенальти[139].
- Жерар Пике, сыгравший рукой в штрафной площади и привёзший в ворота Испании пенальти, подвергся обструкции от болельщиков, которые потребовали от него немедленно уйти из сборной как виновника поражения[123]. В итоге Пике объявил уже 11 августа о завершении карьеры в сборной[140].
- Давид де Хеа, не пропустивший ни одного гола в 18 матчах за «Манчестер Юнайтед» в сезоне 2017/2018[5], но пропустивший 10 голов (в том числе в серии пенальти) после 11 ударов в створ ворот[54], после игры в своём твиттере в грубой форме констатировал факт поражения Испании, но пообещал, что команда исправится за эту неудачу в ближайшем будущем[141].
- Диего Коста, заменённый на 80-й минуте Яго Аспасом, ещё до матча говорил, что среди пенальтистов не должно было оказаться Коке, а после промаха последнего сделал укоризненное заявление в адрес Йерро, не внявшего предупреждениям Косты[142].

После поражения в раздевалку к игрокам зашёл король Испании Филипп VI, который поблагодарил игроков за выступление на чемпионате мира и поддержал их после поражения, а премьер-министр Испании Педро Санчес в своём обращении заявил, что на следующем турнире Испания сделает всё, чтобы не расстраивать своих болельщиков.

### За рубежом
Просмотр матча был организован в войсках Центрального военного округа, которые дислоцировались не только на Урале, в Сибири и Поволжье, но и на базах ВС РФ в Таджикистане и Кыргызстане. Большое количество зрителей следили за матчами в фан-зонах в Минске и Гродно, в Сан-Паулу, на большом экране в Киеве и в нескольких испанских городах. Показ матча в эфире украинского телеканала «Интер» собрал рекордную аудиторию среди всех матчей чемпионата мира: доля зрителей старше 18 лет по стране составила 23,1 %, по аудитории от 18 до 54 лет в крупных городах составила 21,7 %, во всех городах с населением более 50 тысяч — 25,5 %. Результат матча вызвал колоссальный резонанс в зарубежных СМИ, которые отмечали большую самоотдачу сборной России и раскритиковали тактику Испании, которая вообще не принесла пользы сборной на протяжении 120 минут.
Сенсационным и одновременно заслуженным результат назвали немецкая газета Bild в статье «Карамба! Россия вышибает Испанию» (нем. Caramba! Russland wirft Spanien raus), итальянские La Gazzetta dello Sport и Corriere della Sera, французские Le Figaro и Le Monde и польский телеканал Polsat. Талантливую игру Игоря Акинфеева отметила французская L'Equipe в статье «Испания в тупике» (фр. L'Espagne dans l'impasse), на выступление Марио Фернандеса обратила бразильская газета El Pais Brasil, выразившая сожаление, что Фернандеса не удалось заиграть за сборную Бразилии намного раньше, а британская The Daily Telegraph, отмечая фантастическое везение и волю к победе россиян, выделила игру активного Александра Головина, который заработал на 40-й минуте угловой, поскольку именно после него в ворота Испании был назначен пенальти. Швейцарский футболист Гранит Джака также высоко оценил командную игру российской сборной, а в прямом эфире австралийского телевидения футболист Люк Уилкшир, известный по выступлениям за московское «Динамо», бурно отпраздновал в прямом эфире победу сборной России после того, как увидел отбитый Акинфеевым пенальти Яго Аспаса. В сообщении сербской телерадиокомпании РТС говорилось, что Акинфеев провёл выдающийся матч.
Высокую самоотдачу сборной России отметили приглашённые эксперты в эфире ирландского телевещателя Raidió Teilifís Éireann ирландские футболисты Ричард Данн и Дэмьен Дафф и телекомментатор Имон Данфи (высокая дисциплина, предельная собранность и морально-волевые качества, в том числе и «голая отвага», которые помогли нанести поражение «испанским аристократам футбола») и американская газета Washington Post, которая назвала сборную России командой с «крепкой дисциплиной и безграничной самоотдачей» и упомянула о том, что сборную поддерживал с трибун нападающий «Вашингтон Кэпиталз» и сборной России по хоккею Александр Овечкин. В выпусках новостей CNN показывали многочисленных празднующих российских болельщиков. Британское издание The Independent отметило, что россияне были физически истощены после 120 минут игры, но в серии пенальти сумели, в отличие от испанцев, не допустить ошибок. С другой стороны, зарубежная пресса подвергла критике испанскую тактику и признала, что Станислав Черчесов принял верное тактическое решение в виде игры от обороны — в духе итальянского катеначчо. Британская Daily Mirror признала закономерность вылета Испании, которая не воспользовалась тотальным владением мячом и не сделала решающий шаг, благодаря чему хозяева турнира сумели пройти дальше, Daily Mail назвала тактику игры до серии пенальти гениальным планом Черчесова, а The Guardian признала, что «худшая сборная России в истории», согласно мнениям журналистов и болельщиков перед стартом чемпионата мира, сумела сделать невозможное. Газета The New York Times, осуществлявшая текстовую трансляцию, раскритиковала игру испанцев за неспособность решить все вопросы в первом тайме и невозможность придумать новый вариант атаки при сугубо оборонительной тактике игры российской сборной.
Украинские СМИ, по большому счёту сдержанно комментировавшие ход матча в связи с аккредитацией небольшого числа журналистов, признали закономерным провал команды Фернандо Йерро в 1/8 финала. «Вести. UA» выделили десять факторов, повлиявших на ход игры, среди которых были неправильные решения испанского тренера, большая поддержка России со стороны болельщиков и фактор везения. Издание football24.ua, анализируя эпизод игры рукой со стороны Пике, напомнило о похожем эпизоде на чемпионате мира 2002 года в матче с Ирландией, когда рукой сыграл сам тренер испанцев Фернандо Йерро. Тогда в ворота Испании был назначен пенальти, после которого игра перешла в овертайм и серию пенальти, но Испания всё же победила Ирландию именно в серии пенальти; главный редактор украинского еженедельника «Футбол» Артём Франков заявил, что Испания ещё в групповом этапе показывала невнятную игру и статус фаворита не оправдала ни в одном матче. Украинские болельщики зачастую жёстко критиковали Россию за примитивный «антифутбол», а Испанию — за полное отсутствие атаки как таковой в матче, однако значительная их часть всё же отпраздновала победу России. Комментировавший на «Интере» игру Роман Кадемин сравнил матч со встречей сборных Украины и Швейцарии чемпионата мира 2006 года, когда Украина точно так же победила в серии пенальти и вышла в четвертьфинал, показав своё лучшее достижение в истории чемпионатов мира.

## Дальнейшие события
В четвертьфинале, прошедшем 7 июля в Сочи, сборная России в серии пенальти уступила будущим финалистам сборной Хорватии со счётом 3:4 (основное время завершилось со счётом 1:1, после овертайма был зафиксирован счёт 2:2) и завершила своё выступление на турнире. Российский футбольный союз получил от ФИФА дополнительно 4 млн долларов США в качестве призовых за выход сборной России, и тем самым суммарный заработок РФС составил 16 млн долларов (8 млн за участие в турнире, 4 млн за выход из группы и ещё 4 млн за победу в 1/8 финала). Сборная Испании получила 12 млн долларов США от ФИФА: 8 млн долларов как сборная-участница и ещё 4 млн долларов как команда, вышедшая из группы. Поражение лишило каждого игрока испанской сборной индивидуальной премии в 800 тысяч евро, которую Королевская испанская федерация футбола выплатила бы каждому в случае победы Испании на чемпионате мира. 9 июля Фернандо Йерро покинул пост тренера сборной Испании, а его преемником стал Луис Энрике.
В канун Дня России в 2020 году редакция газеты «Спорт-Экспресс» включила этот матч в список из 7 наиболее значимых побед сборной России за историю её выступлений, начиная с 1992 года.

### Текстовые трансляции
- Текстовая трансляция матча 1/8 финала чемпионата мира по футболу 2018 года Испания — Россия. Чемпионат.com (1 июля 2018). Дата обращения: 2 июля 2018.
- Владимир Лавский. Текстовая трансляция матча 1/8 финала чемпионата мира по футболу 2018 года Испания — Россия. Спорт-Экспресс (1 июля 2018). Дата обращения: 6 июля 2018.
- Александр Малышев. Текстовая трансляция матча 1/8 финала чемпионата мира по футболу 2018 года Испания — Россия. Футбол На Куличках (1 июля 2018). Дата обращения: 6 июля 2018.

### Видеозаписи матча
- Матч Испания—Россия на телеканале «Россия-1», комментатор Владимир Стогниенко. Россия-1 (1 июля 2018). Дата обращения: 5 июля 2018.
- Матч Испания—Россия на Первом канале, комментаторы Кирилл Дементьев и Евгений Савин. Первый канал (1 июля 2018). Дата обращения: 5 ноября 2018.
- Матч Испания—Россия на телеканале «Матч ТВ», комментаторы Константин Генич, Нобель Арустамян и Денис Казанский. Матч ТВ (1 июля 2018). Дата обращения: 6 июля 2018.